# Урочище Білорецький ставок

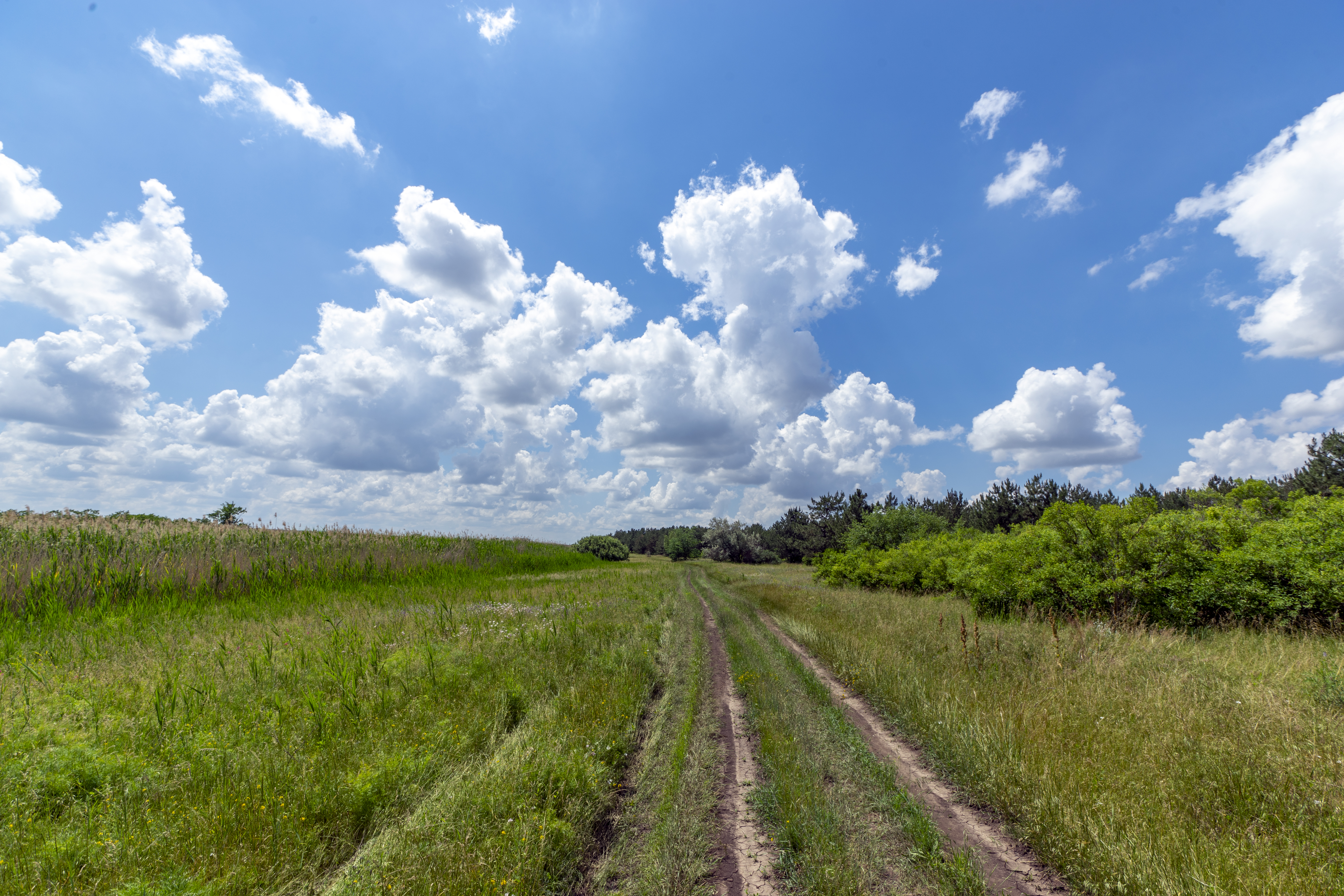

Урочище Білорецький ставок — один з об'єктів природно-заповідного фонду Запорізької області, ландшафтний заказник місцевого значення.

## Розташування
Заказник розташований у Веселівському районі, Запорізької області на території Білоріцької сільської ради біля села Мала Михайлівка.

## Історія
Ландшафтний заказник місцевого значення «Урочище Білорецький ставок» був оголошений рішенням Запорізької обласної ради народних депутатів шостого скликання № 15 від 24 грудня 2012 року.

## Мета
Мета створення заказника — збереження ландшафтного та біологічного різноманіття, підтримання екологічного балансу, раціональне використання природних і рекреаційних ресурсів Запорізької області.

## Значення
Ландшафтний заказник місцевого значення «Урочище Білорецький ставок» має особливе природоохоронне, естетичне і пізнавальне значення.

## Загальна характеристика
Загальна площа ландшафтного заказника місцевого значення «Урочище Білорецький ставок» становить 37,0 га.
На території заказника добре зберігся типовий та малозмінений ландшафт, характерний для степової зони України.

## Фауна
Урочище має багату та різноманітну біоту, у тому числі рідкісні види ентомофауни, занесені до Червоної книги України — бражник скабіозовий, джміль моховий, джміль глинистий, ксилокопа звичайна, подалірій, махаон, рофітоїдес сірий.